# 楓丹森林古猿
楓丹森林古猿（Dryopithecus fontani），又名楓丹林猿，是於19世紀在法國發現已滅絕的猿，可以追溯至中新世中期。牠被認為是古靈長目的首個演化證據，是歐洲最重要的化石之一。

## 形態
楓丹森林古猿的上下顎齒式都是2:1:2:3。牠的門齒較其他古猿（如原康修爾猿）較窄及少像竹片。上臼齒有發展了部份的舌側。上前臼齒相對較長，而下前臼齒則較闊。下臼齒有5個低而圓的牙尖，表面有琺瑯質包裹。犬齒較為纖細，前上顎骨較短。下頜骨有下橫突，但卻沒有上橫突。
楓丹森林古猿的前肢有縮小了的鷹嘴突，深的肱骨滑車，並沒有了內上髁孔。估計牠的體重約為35公斤。

## 分佈
楓丹森林古猿分佈在歐洲，如西班牙及匈牙利。

## 食性
根據楓丹森林古猿的牙齒，估計牠是吃水果的。

## 外部連結
- Dryopithecus fontani （页面存档备份，存于）
- Hawks, John. . john hawks weblog. 2005-01-23  [2008-02-23]. （原始内容存档于2021-01-25） （美国英语）.